# Isola d'Asti
Isola d'Asti est une commune italienne de la province d'Asti, dans la région Piémont.

## Administration
| Période                                  | Période | Identité | Étiquette | Qualité |
| ---------------------------------------- | ------- | -------- | --------- | ------- |
|                                          |         |          |           |         |
| Les données manquantes sont à compléter. |         |          |           |         |

### Hameaux
Chiappa, Mongovone. Piano, Repergo, Villa

### Communes limitrophes
Antignano, Asti, Costigliole d'Asti, Mongardino, Montegrosso d'Asti, Revigliasco d'Asti, Vigliano d'Asti.

## Personnalitée liée à la commune
- Angelo Sodano (1927-2022), cardinal italien, secrétaire d'Etat du Vatican.